# 幸せのトナリ
幸せのトナリ（しあわせのトナリ）は、かつて太田プロダクションに所属していた日本のお笑いコンビ。2人とも以前のコンビではワタナベエンターテインメントに所属。
2022年11月30日を以て解散を自らのInstagramで発表。

## メンバー
飯塚 高太郎（いいづか こうたろう、1988年2月13日 - ）（37歳）
ボケ担当。
神奈川県足柄下郡真鶴町出身、明星大学経済学部卒業。
大人しそうな見た目の割に、中身は明るく積極的。
「スズラーご飯会」というYouTubeチャンネルを、まきしまきお（SMA NEET Project所属）・ATSUSHI（フリー）・平田桂樹（プロカメラマン及び作家、別名 平田カリー）の4人でやっている。
かつては久保田星希とのコンビ「カンパーニュ」や、バイバイとのコンビ「ない」として活動していた。
ワタナベコメディスクールを15期と21期の二度通った。
幸せのトナリ結成時点では真鶴町の実家から通っていた。
解散後は久保田星希（元いい塩梅、あはは）とのコンビ「みすも堂」を結成。久保田は「カンパーニュ」時代の相方であり、再結成となる。

小笠原 侑祐（おがさわら ゆうすけ、1994年10月8日 - ）（30歳）
ツッコミ・ネタ作り担当。
青森県三戸郡出身、青森県立五戸高等学校卒業。
青森弁を活かしたクセのあるツッコミに定評があり、十八番のツッコミフレーズは「お前中身明るいなぁ〜」。
相方・飯塚より6歳も年下だが、年上に見られる。風貌はつぶやきシロー、ヒロミ、佐藤二朗に似ている。
ポップコーンが好き。
現在のコンビ結成以前は、上京後に人力舎の養成所へ1年間通ったがフリが分からないまま卒業し、ワタナベコメディスクール21期に改めて入学した。その後、江角拓海とコンビ「ロシアンナ」として活動しており、養成所時代に全養成所で一組だけキングオブコントの2回戦進出を果たした。
幸せのトナリ結成前は水曜日のダウンタウン（TBSテレビ）に出演したことがある。
解散後はピン芸人「ボンゴ小笠原」として活動。

## 芸風
主に漫才で、陰気そうな雰囲気を纏いながらポジティブな発言をする飯塚の「意外性がある」と称されるボケが特徴。

## 賞レースでの戦績

### M-1グランプリ
| 年度（回）       | 結果      | エントリー No. | 会場                   | 日程     |
| ---------------- | --------- | -------------- | ---------------------- | -------- |
| 2019年（第15回） | 2回戦進出 | 529            | 雷5656会館ときわホール | 10月21日 |
| 2020年（第16回） | 2回戦進出 | 1960           | よしもと有楽町シアター | 11月5日  |
| 2021年（第17回） | 3回戦進出 | 1359           | よしもと有楽町シアター | 11月1日  |
| 2022年（第18回） | 3回戦進出 | 2127           | よしもと有楽町シアター | 10月30日 |

### その他
- 2021年 第42回ABCお笑いグランプリ 最終予選進出[11][12]

## 出演

### テレビ
- 前略、西東さん（中京テレビ）[13]
- さまぁ〜ず論（テレビ朝日）小笠原のみ[14]
- 日テレ系お笑いの祭典 NETA FES JAPAN（日本テレビ）[15] - 番組内のコーナー「ハコ沸かせ芸人決定戦」へ出場。サンシャイン・ダンビラムーチョ・男性ブランコ・Groovy Rubbishなど7組の中から、MCの有吉弘行・今田耕司によって「ネタフェス賞」に選ばれた[16]。
- ロンドンハーツ（テレビ朝日）「ポストかまいたちを探せグランプリ」に出演
- アメトーーク!年末5時間半SP（テレビ朝日、2021年12月30日）飯塚のみ、「明石家さんまVS売れっ子若手芸人」にて出演[17]
- そろそろ にちようチャップリン (テレビ東京、2022年1月21日、1月29日） - 「未来は僕らの手の中! ボクらの時代2022冬の特別編」
- 有吉の壁 ゴールデンの壁を越えろ!若手予選会2022春（2022年3月29日）

### ラジオ
- 幸せのトナリのキザなラジオ（JFN PARK、2020年7月13日[18][19]）
- 幸せのトナリのGERA NEXT（GERA、2021年12月22日[20] - 2022年1月26日）
- 新春スペシャル 集まれ!!ラジオやりたい芸人(笑)（NACK5、2022年1月1日〈2021年12月31日深夜〉[21]）